# القطن (المهرة)

تعديل مصدري - تعديل

القطن هي إحدى قرى مديرية حات التابعة لمحافظة المهرة، بلغ تعداد سكانها 43 نسمة حسب تعداد اليمن لعام 2004.